# Lasioglossum denislucum
Lasioglossum denislucum là một loài Hymenoptera trong họ Halictidae. Loài này được Strand mô tả khoa học năm 1909.